# Blangy-Tronville

Blangy-Tronville este o comună în departamentul Somme, Franța. În 1 ianuarie 2022 avea o populație de 623 de locuitori.